# Otto Hug Strahleninstitut
Das Otto Hug Strahleninstitut ist ein Institut, das mit dem Strahlenschutz befasst ist. Es ist aus der Strahlenkommission des Bund für Umwelt und Naturschutz Deutschland hervorgegangen und wurde nach dem Strahlenbiologen Otto Hug benannt.
Der Zweck ist der Schutz des Menschen und der Umwelt vor schädlichen Wirkungen von Strahlung. Dazu erforscht das Institut die biologische Wirkung von Strahlung einschließlich der Wechselwirkungen mit anderen Umwelteinflüssen.
Das Institut gibt Berichte heraus. Diese sind primäres Mitteilungsorgan der Gesellschaft für Strahlenschutz e.V.

## Erklärter Zweck
Das Institut widmet sich:
- dem Austausch von Informationen sowie von Forschungs- und Arbeitsergebnissen, Herausgabe von Publikationen, Veranstaltungen von Fachtagungen und Teilnahme an Fachtagungen
- der Anregung und Durchführung von Forschungen sowie Aus- und Weiterbildungsmaßnahmen auf dem Gebiet der Strahlenkunde und des Strahlenschutzes
- der Klärung von Rechtsfragen, die sich aus der Anwendung internationaler und nationaler Rechtsvorschriften für den Strahlenschutz ergeben
- der Ausarbeitung von Vorschlägen und Gutachten zu speziellen Fragen des Strahlenschutzes
- der Erörterung von Stellungnahmen zu Gesetzgebungsvorhaben im Bereich des Strahlenschutzes
- der Öffentlichkeitsarbeit in Fragen des Strahlenschutzes.

## Publikationen
- Otto-Hug-Strahleninstitut: Das Otto-Hug-Strahleninstitut stellt sich vor. MMV-Medizin-Verlag, München 1989
- Berichte des Instituts : .